# Syzeuctus hyalinipennis
Syzeuctus hyalinipennis là một loài tò vò trong họ Ichneumonidae.